# کمیته المپیک لیختن‌اشتاین
کمیته المپیک لیختن‌اشتاین (آلمانی: Liechtensteinisches Olympisches Komitee) یک سازمان ورزشی است که نماینده کشور لیختن‌اشتاین در کمیته بین‌المللی المپیک می‌باشد.
این سازمان که در سال ۱۹۳۵ تأسیس شده مسئول آماده‌سازی و اعزام ورزشکاران به بازی‌های المپیک، بازی‌های المپیک جوانان و بازی‌های اروپایی است.